# روبی دالما
روبی دالما (ایتالیایی: Rubi Dalma؛ ‏ ۲۴ آوریل ۱۹۰۶ – ۷ اوت ۱۹۹۴) یک هنرپیشه اهل ایتالیا بود.
از فیلم‌هایی که وی در آن نقش داشته است می‌توان به مشتاق زنده ماندن، اودسا در میان شعله‌ها و ملکه اسکالا اشاره کرد.
وی که با نام جوستا مانکا دی ویلاهِرمُسا (ایتالیایی: Giusta Manca di Villahermosa)، در میلان به دنیا آمد؛ از یک خانواده اشرافی متعلق به شهر ساردینین ساساری است.